# علمدان عليا (مقاطعة فراشبند)
علمدان عليا (بالفارسية: علمدان علیا) هي قرية تقع في قسم دجغاه الريفي في إيران. يقدر عدد سكانها بـ 265 نسمة بحسب إحصاء 2016.